# Poeni (Teleorman)
Pour les articles homonymes, voir Poeni.
Poeni est une commune du județ de Teleorman en Roumanie.